# NGC 1400
NGC 1400 je galaksija u zviježđu Eridan.

## Vanjske poveznice
- SEDS: NGC 1400